# Ripînți, Dunaiivți
Ripînți (în ucraineană Ріпинці) este un sat în așezarea urbană Smotrîci din raionul Dunaiivți, regiunea Hmelnîțkîi, Ucraina.

## Demografie
Componența lingvistică a localității Ripînți
     Ucraineană (100%)
Conform recensământului din 2001, toată populația localității Ripînți era vorbitoare de ucraineană (100%).